# Boldóczki János
Boldóczki János (Tótkomlós, 1912. augusztus 22. – Budapest, 1988. december 23.), kommunista politikus, az első Nagy Imre-kormány és a  Hegedüs-kormány külügyminisztere.

## Életrajz
A Békés vármegyei Tótkomlóson született paraszti családban. A második világháború végéig napszámosként dolgozott. 1944-től a Magyar Kommunista Párt tagja és 1946-tól a párt tótkomlósi titkára volt.
1946-ban a párt békéscsabai városi titkárává választották. 1948 és 1950 között a Magyar Dolgozók Pártja Káderosztályának munkatársa, majd alosztályvezetője volt és a Magyarországi Szlovákok Demokratikus Szövetségének főtitkáraként is tevékenykedett.  1950-ben a Külügyminisztériumba munkatársa lett és prágai nagykövetséget vezette egészen 1953. július 4-ig amikor is az első Nagy Imre-kormány külügyminisztere lett. Ezt a tisztséget 1956. július 30-ig töltötte be, utódjául Horváth Imre diplomatát bízták meg.
1956. november 4. után újra nagykövetként dolgozott Moszkvában (1960 novemberéig), 1957. áprilisa és augusztusa között Ulánbátorban. A Baromfiipari Országos Vállalat Tollfeldolgozó Üzemének igazgatója volt tíz éven keresztül, 1970-től a Budapesti Fogyasztási és Lakásszövetkezetnél szaktitkárhelyettesi tisztséget töltötte be. 1988-ban halt meg, 76 éves korában Budapesten.